# Adrianichthys kruyti
Adrianichthys kruyti (cá sóc mỏ vịt) là một loài cá sóc cực kỳ nguy cấp, đặc hữu của hồ Poso, Sulawesi, Indonesia. Nó được phát hiện bởi Max Wilhelm Carl Weber trong chuyến thám hiểm Siboga tới Indonesia.

## Mô tả
Cá sóc mỏ vịt có chiều dài trung bình khoảng 11 cm nhưng có thể đạt đến chiều dài 16 cm. Bất chấp kích thước của chúng, chúng đôi khi bị ngư dân địa phương đánh bắt và ăn thịt. Cá sóc mỏ vịt có 14–16 tia mềm ở lưng và 24–25 tia mềm ở hậu môn. Đặc điểm nổi bật của nó, tách biệt Adrianichthys khỏi tất cả các thành viên khác của họ Cá sóc, là cái "mỏ vịt" kỳ lạ của nó, hoặc sự nhọ ra của hàm trên. Nó có đôi mắt nhô ra phía trên mặt lưng của đầu và có thể nhìn thấy từ bên dưới. Nó cũng có 14–16 tia ở vây lưng và khoảng 75 vảy ở các hàng bên.

## Bảo tồn
Một số ngư dân địa phương sống gần hồ Poso đổ sự sụt giảm đáng kể về số lượng cá thể của loài này cho vụ phun trào núi lửa Colo trên đảo Una-Una trên vịnh Tomini vào năm 1983. Sự thật có lẽ không phải như vậy. Thay vào đó, đa số các nhà khoa học tin rằng việc con người du nhập các loài cá săn mồi bao gồm cá lóc đồng (Channa striata) và cá rô phi đen (Oreochromis mossambicus), là nguyên nhân lớn nhất dẫn đến tình trạng nguy cấp hiện tại của loài này.

### Tình trạng bảo tồn
Tình trạng của cá sóc mỏ vịt trong sách đỏ IUCN đã thay đổi từ cực kỳ nguy cấp thành có thể bị tuyệt chủng vào năm 2019. Trong lịch sử, loài này không được giám sát chặt chẽ nên không rõ khi nào quần thể nó bắt đầu giảm. Nó được đánh giá là có nguy cơ tuyệt chủng cho đến năm 1996 khi Harrison và Stiassny xuất bản một bài báo tuyên bố rằng cá sóc mỏ vịt có thể bị tuyệt chủng, khiến Liên minh Bảo tồn Thiên nhiên Quốc tế thay đổi tình trạng của nó từ loài nguy cấp sang loài cực kỳ nguy cấp trọng trong sách đỏ IUCN. Vấn đề đã được chuyển đến Nhóm Chuyên gia có liên quan để đưa ra quyết định. Harrison và Stiassny tin rằng một trong những nguyên nhân có thể dẫn đến sự tuyệt chủng hoặc suy giảm cá thể của loài này là do sự du nhập của một loại bệnh hoặc ký sinh trùng.

### Lịch sử bảo tồn
- 1988 Nguy cấp (IUCN Conservation Monitoring Centre 1988)
- 1990 Nguy cấp (IUCN 1990)
- 1994 Nguy cấp (Groombridge 1994)
- 1996 Cực kỳ nguy cấp (IUCN 1996)
- 2019 Cực kỳ nguy cấp (PE) (IUCN 2019)

## Sinh thái học
Loài cá sóc mỏ vịt chỉ sống ở hồ Poso, một vùng nước ngọt có độ pH: 7.5 – 8.5. Mặc dù rất ít được biết về xu hướng sinh sản của chúng, động vật săn chúng hoặc động vật chúng săn, một trong những họ hàng gần nhất của chúng, loài Xenopoecilus poptae, có thể cung cấp cho chúng ta một số dấu hiệu về đặc điểm sinh học của cá sóc mỏ vịt. X. poptae được cho là đã tụ tập trong các bãi cạn lớn sâu 12–15 m từ tháng 11 đến tháng 1. Hệ thống sinh sản của X. poptae không điển hình, chúng được cho là có trứng vô hiệu nở ra khi tiếp xúc với nước của hồ.

## Từ nguyên
Tên cụ thể vinh danh nhà truyền giáo y học người Hà Lan Albert Christian Kruyt (1889-1949), người đã tìm được loài này cho Weber, và là đồng nghiệp của Nicolaus Adriani, người mà sau đó chi Adrianichthys được đặt tên theo. Cá sóc mỏ vịt là loài điển hình của chi này.